# Тишівниця (річка)
Тишівни́ця, Тишовиця — річка в Українських Карпатах, у межах Стрийського району Львівської області. Права притока Стрию (басейн Дністра).

## Опис
Довжина 10 км, площа басейну 38 км². Річка типово гірська. Долина переважно вузька і глибока. Річище слабозвивисте, кам'янисте, з багатьма перекатами і бистринами; є невеликі водоспади.

## Розташування
Тишівниця бере початок на південний схід від села Труханова, неподалік від Скель Довбуша. Тече в межах Сколівських Бескидів переважно на північний захід, у пригирловій частині — на північ. Впадає до Стрию біля північної частини села Тишівниці. 
Основні притоки: Тесавінка (ліва), Любоватний (права). 
Над річкою розташовані села: Труханів, Тишівниця.